# Croton fragrans
Espèce
Croton fragrans est une espèce de plantes à fleurs du genre Croton et de la famille des Euphorbiaceae, présente du Panama au Venezuela.
Il a pour synonyme :
- Oxydectes fragrans, (Kunth) Kuntze